# Přestavlky u Čerčan
Přestavlky u Čerčan là một làng thuộc huyện Benešov, vùng Středočeský, Cộng hòa Séc.